# Saint-Baslemont
Saint-Baslemont är en kommun i departementet Vosges i regionen Grand Est (tidigare regionen Lorraine) i nordöstra Frankrike. Kommunen ligger i kantonen Darney som tillhör arrondissementet Épinal. År 2022 hade Saint-Baslemont 84 invånare.

## Befolkningsutveckling
Antalet invånare i kommunen Saint-Baslemont
| Referens: INSEE |